# Nieuwslijn (Radio Nederland Wereldomroep)
Nieuwslijn was het dagelijkse nieuwsprogramma van Radio Nederland Wereldomroep vanaf de oprichting in 1947. Hierin speelde Nederlands, maar ook internationaal nieuws een belangrijke rol. De gemiddelde duur van Nieuwslijn was ongeveer een half uur. Het programma werd ook uitgezonden op Uruzgan FM. 